# 한국전자기술연구원
한국전자기술연구원(韓國電子技術硏究院, Korea Electronics Technology Institute ; KETI)은 대한민국 기업이 필요로 하는 독자적인 핵심기술개발을 통해 해외에 의존해온 전자부품의 국산화는 물론 신기술제품 개발을 촉진하고 중소·벤처기업이 경쟁력을 갖출 수 있도록 지원하기 위해 설립된 전문생산기술연구기관이다. 경기도 성남시 분당구 새나리로 25 (야탑동)에  있다.

## 설립 근거
- 산업기술혁신 촉진법[4]

## 연혁
- 1991년 8월 27일 전자부품종합기술연구소 설립. 초대 김정덕 소장 취임
- 1994년 9월 30일 한국생산기술연구원 "전자정보시스템센터" 조직 인수
- 1995년 3월 6일 산업기술협동연구센터(I-TechCenter) 및 신뢰성시험센터 설치
- 1995년 6월 26일 제 2대 장세탁 소장 취임
- 1997년 8월 6일 국가공인시험검사기관(KOLAS) 지정
- 1998년 6월 26일 제 3대 김춘호 소장 취임
- 1998년 8월 26일 창업보육센터 지정(중소기업청)
- 1999년 1월 30일 산업자원부 산하 전자부품연구원으로 독립법인 설립
- 1999년 2월 1일 초대 김춘호 원장 취임
- 1999년 4월 26일 분당 분원 설립(경기도 성남시)
- 2000년 6월 9일 전자종합정보지원센터 설치
- 2002년 5월 15일 부천 분원 설립(경기도 부천시)
- 2003년 8월 29일 유비쿼터스 프론티어사업단 유치
- 2004년 4월 1일 전자부품종합정보센터 설치
- 2004년 4월 9일 차세대전지 성장동력사업단 주관기관 선정
- 2005년 2월 22일 연구원 이전(경기도 성남시 분당구 야탑동 68번지)
- 2005년 4월 1일 광주지역본부 설치
- 2006년 12월 1일 전북나노기술집적센터 주관기관 선정
- 2006년 12월 21일 전북지역본부 설치
- 2007년 5월 1일 제 4대 서영주 원장 취임
- 2008년 5월 20일 상암동 DIC 디지털융합본부 이전
- 2009년 5월 4일 제 5대 최평락 원장 취임
- 2010년 4월 2일 중소기업청 창업보육센터 지정
- 2010년 8월 1일 차세대 음향산업 지원센터 설치
- 2011년 5월 19일 제 46회 발명의 날, 대통령 표창
- 2012년 6월 1일 제 6대 김경원 원장 취임
- 2012년 6월 18일 시스템반도체연구본부 판교글로벌R&D센터 입주
- 2012년 12월 5일 2012년 세계 100대 혁신기관 선정(톰슨 로이터)
- 2013년 5월 18일 2013 세계 표준의 날, 대통령 표창
- 2013년 7월 6일 스마트뷰티기기 사업화지원센터 설치
- 2014년 9월 1일 3D 가상기술산업지원센터 설치(경기도 하남시)
- 2015년 6월 8일 제 7대 박청원 원장 취임
- 2015년 8월 18일 로봇융합부품지원센터 설치(부천)
- 2015년 11월 26일 3D융합상용화지원센터 설립(광주)
- 2016년 11월 23일 차세대DC전기전자산업육성센터 설립(광주)
- 2017년 4월 26일 IoT 가전 빅데이터 센터 설치
- 2018년 3월 16일 에어가전혁신지원센터 설치(광주)
- 2018년 11월 13일 제 8대 김영삼 원장 취임
- 2020년 8월 3일 한국전자기술연구원으로 명칭 변경
- 2022년 2월 25일 제 9대 장영진 원장 취임
- 2022년 7월 18일 제 10대 신희동 원장 취임

## 조직

### 감사
- 감사실

### 한국전자기술연구원장
- 홍보실

#### 경영전략본부
- 경영기획실
- 인재경영실
- 총무구매관리실
- 연구안전실
- 회계관리실
- 정보전산실

#### 선임연구본부
- 기술정책실
- 사업총괄실
- 사업지원실

#### IT부품소재연구본부
- ICT디바이스·패키징연구센터
- 융복합전자소재연구센터
- 나노융합연구센터
- 신뢰성연구센터

#### 정보통신미디어연구본부
- 정보미디어연구센터
- VR/AR연구센터
- 스마트네트워크연구센터
- 콘텐츠응용연구센터
- 홀로그램연구센터

#### 융합시스템연구본부
- 자율지능IoT연구센터
- 휴먼IT융합연구센터
- 데이터융합플랫폼연구센터

#### 지능정보연구본부
- 지능형영상처리연구센터
- 모빌리티플랫폼연구센터
- 지능융합SW연구센터
- 인공지능연구센터

#### 반도체디스플레이연구본부
- SoC플랫폼연구센터
- 융합신호SoC연구센터
- 디스플레이연구센터
- 스마트센서연구센터

#### 스마트에너지제조연구본부
- 에너지IT융합연구센터
- 차세대전지연구센터
- 스마트제조연구센터
- 신재생에너지연구센터

스마트머신·로봇연구단
- 지능로보틱스연구센터
- 지능메카트로닉스연구센터
- 전력제어시스템연구센터

#### 기업협력본부
- 기업협력총괄실
- 기술사업화실
- 기업성장지원실
- 글로벌협력실

#### 광주지역본부
- 에너지변환연구센터
- IT융합부품연구센터
- 스마트전장연구센터
- 스마트가전혁신지원센터
- LVDC 실증사업단

#### 전북지역본부
- 스마트전자부품연구센터
- IT응용연구센터
- 기업혁신지원센터

동남권지역본부
- ICT융합연구센터
- 기업협력센터

한국전자기술연구원 파이팅~

## 같이 보기
- 전북인쇄전자센터